# Miranda de viernes a lunes
Miranda de viernes a lunes es una película dramática argentina de 2024 dirigida y escrita por María Victoria Menis. Está protagonizada por Inés Estévez en el papel de una profesora que se involucra en un caso de acoso y abuso sexual que denuncia una de sus alumnas en la escuela donde enseña. La película se estrenó el 13 de junio de 2024 en las salas de cines de Argentina.

## Sinopsis
Sigue la vida de Miranda, una profesora de literatura de 48 años que trabaja en un colegio, donde una de sus alumnas comienza a denunciar una situación de acoso y abuso sexual, por lo cual, Miranda se involucra en el caso para brindarle su apoyo, generando una gran quiebre en los integrantes de la comunidad educativa.

## Reparto
- Inés Estévez como Miranda
- Ricardo Merkin como Luigi
- Elvira Onetto como La Prieto
- Luciana Grasso como Sofía
- Laura Grandinetti como Anita
- Diego De Paula como Martín
- Esteban Menis como Ratazzi
- Matías de Luca Benante como Matías
- Mora Arenillas como Paula
- Julia Garriz como Gaby
- Ailén Dettano como Miranda (joven)
- Aaron Kaputin
- Marcos Mitnik
- Guido Robledo
- Taiu Braver Iosovich como Pablo (joven)
- Stephanie Petresky como Romina
- Luciana Dulitzky como María
- Karina Bazán como Helena
- María Figueras como Sonia
- Chang Sung Kim como Akio
- Guadalupe Yepes como Diana
- Eduardo Schmidt como Pablo

## Recepción

### Comentarios de la crítica
La película recibió críticas favorables por parte de la prensa. Ezequiel Boetti de Página 12 calificó a la cinta con un seis (6), diciendo que la actuación de Estévez «es de estilo contenido, implosivo antes que explosivo» y «Menis, que la filma con devoción, pero sin asfixiarla pegándole la cámara ni bombardeándola con primeros planos». Milagros Amondaray de La Nación elogió la interpretación de Estévez, afirmando que «brilla sin emitir palabra, apoyándose en gestos sutiles que reflejan la transformación de una mujer que resignifica su vida».
En una reseña para Otros cines, Diego Batlle escribió que Miranda de viernes a lunes es «algo obvio y subrayado, pero en varios otros pasajes, decididamente emotivo, el regreso de Menis a la ficción luego de una década de ausencia y con Estévez como principal aliada resulta una propuesta rebelde y casi contracultural». Juan Pablo Russo de Escribiendo cine destacó que destacó el trabajo de Menis, quien logró «un guion dinámico, con diálogos fluidos y una dirección hábil».

### Premios y nominaciones
| Premio      | Fecha del evento    | Categoría               | Receptor       | Resultado | Ref.  |
| ----------- | ------------------- | ----------------------- | -------------- | --------- | ----- |
| Premios Sur | 23 de julio de 2025 | Mejor actriz            | Inés Estévez   | Nominada  | [ 8 ] |
| Premios Sur | 23 de julio de 2025 | Mejor actriz de reparto | Elvira Onetto  | Nominada  | [ 8 ] |
| Premios Sur | 23 de julio de 2025 | Mejor actriz revelación | Luciana Grasso | Nominada  | [ 8 ] |